# 北京金融街威斯汀大酒店
北京金融街威斯汀大酒店，位于北京市西城区金融大街丙9号，是北京金融街的一家豪华酒店。

## 简介
北京金融街威斯汀大酒店是北京金融街投资（集团）有限公司（简称金融街集团）下属的北京金昊房地产开发有限公司投资开发的五星级酒店，产权为国企、管理方为外企，产权和管理分属。2006年10月18日开业。2009年到2016年，酒店及公寓累计完成营业收入25.63亿元，上缴业主利润9.2亿元，税收约1.19亿元。
2007年，金融街集团党委决定先在该酒店成立工会组织。2009年正式成立北京金融街威斯汀大酒店党支部。党支部成立初期，整个酒店仅有10名党员，党外积极分子很少。党支部提出“开放式办党建”，即支部活动不仅面向中共党员，而且面向全体中外员工开放。支部活动受到了中外员工的好评，并获得了外籍酒店管理方的支持。党支部自成立便推动酒店落实企业公开制度改革，组织酒店各部门开展劳动技能大赛，推广“低碳生活”理念，实施“绿色客房”建设项目。2012年底，酒店获全国绿色饭店工作委员会颁发“五叶级中国绿色饭店”称号。酒店还获得过中国饭店协会“国际水晶奖”等奖项。